# Jessica Kürten

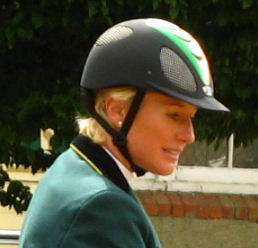
Jessica Kürten (2008)

Jessica Kürten geb. Chesney (* 24. November 1969 in Cullybackey, County Antrim, Nordirland) ist eine ehemalige Springreiterin, die für Irland international erfolgreich war. Sie besitzt – als gebürtige Nordirin – sowohl den britischen als auch den irischen Pass. Sie ist mit einem Deutschen verheiratet.

## Werdegang
Jessica Kürten wuchs in einer pferdebegeisterten Familie auf, ihr Vater war Hindernis-Rennreiter und züchtete Pferde. In Irland wurde sie zweimal Meisterin der Pony-Springreiter, auch in der Altersgruppe der Junioren erreichte sie diesen Titel. Sie verfügt über ein Diplom im Bereich der Pferdewirtschaft. Im Jahr 1994 zog sie nach Deutschland, nach Hünxe, um. Hier betreibt sie zusammen mit ihrem Mann die „Chesney-Farm“.
Im Jahr 2008 verzichtete Kürten auf den Start bei den Olympischen Spielen in Hongkong. Ihr Pferd Libertina sollte nach Rücksprache ihrer Mäzenin nach einer anstrengenden Hallensaison eine längere Pause erhalten. Auch ihr anderes Spitzenpferd Quibell kam aus mehreren Gründen für eine Olympiateilnahme nicht in Betracht.
Zum Jahresende 2010 entzog Jessica Kürtens Hauptsponsorin, die ihr über acht Jahre lang Pferde zur Verfügung gestellt hatte, Kürten die Zustimmung, ihre Pferde zu reiten. Die Reiterin und die Pferdeeignerin geben hierzu unterschiedliche Gründe an. Im April 2011 gingen die Pferde nach einem gerichtlichen Vergleich an die Eigentümerin zurück.
Zu Jahresbeginn 2012 zog Kürten nach Ferrières-en-Brie in der Nähe von Paris, Standort des Schloss Ferrières. Hier trainierte sie Édouard de Rothschild, daneben widmete sie sich weiterhin ihren Pferden. Ab März 2012 arbeitete sie hier mit der irischen Dressurreiterin Judy Reynolds zusammen.
Im Frühjahr 2014 orientierte sich Kürten neu: zusammen mit ihrem Mann zog sie nach Mauren in Liechtenstein. Hier übernahm sie den Beritt der Pferde von Paul Bücheler, der seine Pferde zuvor Beat Mändli zur Verfügung gestellt hatte. Jessica Kürten beendete die Zusammenarbeit mit Bücheler jedoch bereits wieder im August 2014. In Folge ritt Kürten Hengste des niederländischen VDL Stud. Mit dem CSI Zürich 2015 beendete sie vorerst ihre aktive Reitsportlaufbahn. Sie ist nun als Trainerin für andere Springreiter tätig. Zudem ist Jessica Kürten als Kommentatorin für Springreitsportübertragungen bei der Online-Video-Plattform FEI TV tätig.
Im Jahr 2006 befand sich Jessica Kürten mehrere Monate auf Rang zwei der Springreiter-Weltrangliste der FEI. Im Dezember 2010 befand sie sich auf Rang 14 der Weltrangliste. Durch den Verlust vieler ihrer bisherigen Turnierpferde rutschte sie bis November 2011 auf Rang 75 der Weltrangliste ab.

## Erfolge
Im Jahr 1994 erreichte sie mit dem Pferd Diamond Exchange den zehnten Platz in der Einzelwertung der Weltmeisterschaft der Springreiter (Weltreiterspiele in Den Haag), mit der Mannschaft wurde sie Neunte. Zwei Jahre später wurde sie mit demselben Pferd 26. in der Einzelwertung der Olympischen Spiele in Atlanta, mit der Mannschaft erreichte sie den achten Rang. 1999 erreichte sie mit Paavo N bei den Europameisterschaften in Hickstead den 19. Platz im Einzel und den siebten Platz mit der Mannschaft. 2001 konnte sie mit der irischen Mannschaft den Sieg der Mannschaftswertung der Europameisterschaft in Arnheim feiern, in der Einzelwertung erreichte sie mit Bonita den 13. Platz.

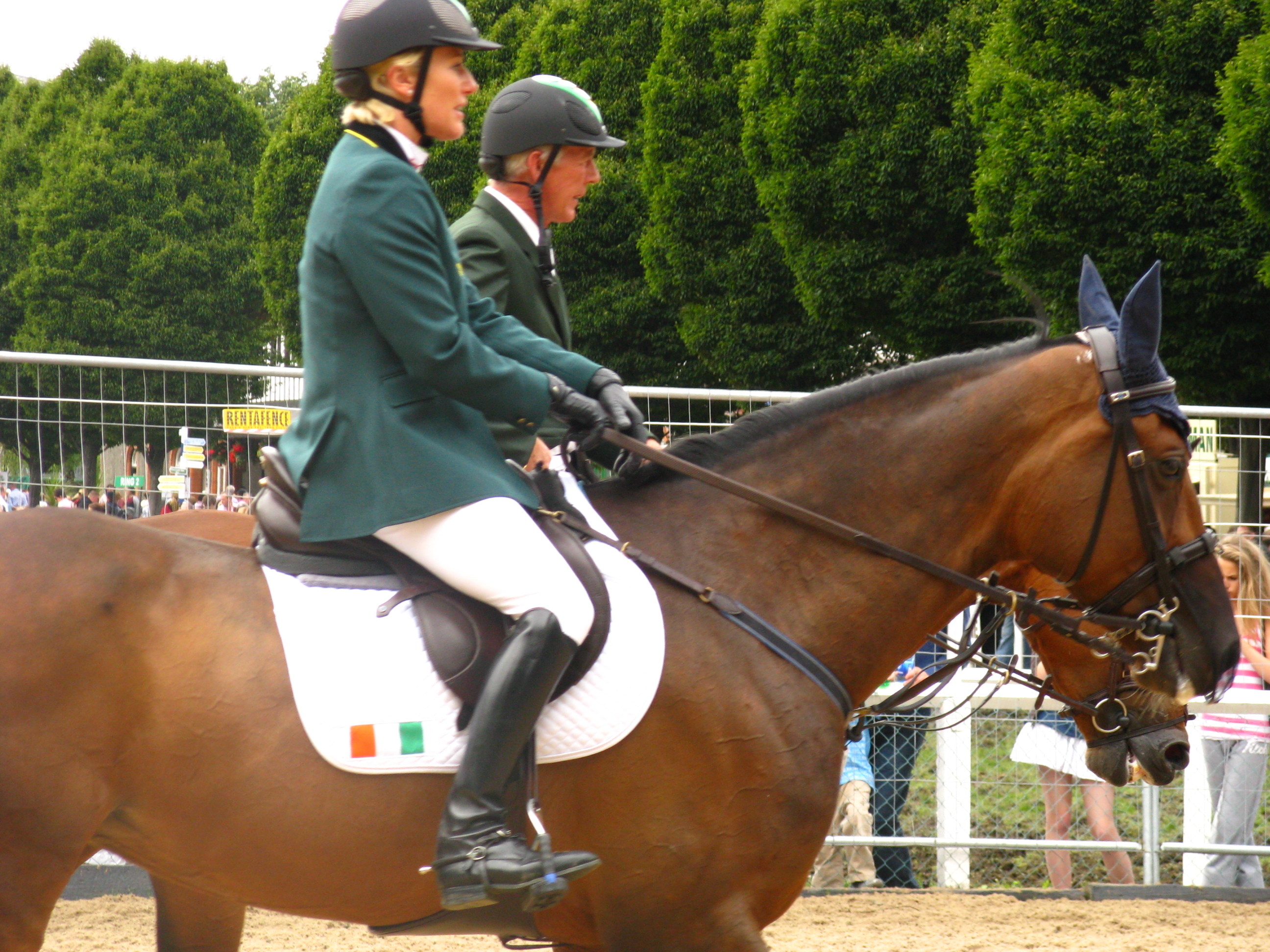
Jessica Kürten bei der Dublin Horse Show, CSIO***** Super League 2008

### Wichtige Erfolge ab 2004
- Olympische Spiele 2004: 18. Platz in der Einzelwertung und 15. Platz mit der Mannschaft, Pferd: Maike
- Europameisterschaften Springreiten 2005: 20. Platz in der Einzelwertung und 13. Platz mit der Mannschaft, Pferd: Libertina
- Weltcupfinale: 2. Platz in Weltcupfinale 2005/2006 mit Libertina, 4. Platz im Weltcupfinale 2007/2008 mit Libertina
- Global-Champions-Tour-Finale: 1. Platz beim GCT-Finale 2008 mit Libertina
- Weltmeisterschaft der jungen Springpferde: 1. Platz 7-jährige Pferde 2011  mit Cor dela Rossa Z[19]

- 2004: 3. Platz im Großen Preis von Zürich (CSI 5*) mit Quibell, 3. Platz im Nordrhein-Westfalen-Preis beim CHIO Aachen (CSIO 5*) mit Maike, 2. Platz in Großen Preis von Dublin (CSIO 5*) mit Quibell, 2. Platz im Großen Preis von Maastricht (CSI 4*) mit Quibell
- 2005: 2. Platz in der Weltcupprüfung von Bordeaux mit Quibell, 2. Platz in der Weltcupprüfung von Göteborg mit Quibell, 2. Platz im Großen Preis von Aach (CSI 4*) mit Maike, 1. Platz im Großen Preis von Estoril (CSI 4*) mit Maike, 3. Platz der Euroclassics-Gesamtwertung Bremen (CSI 4*) mit Quibell, 2. Platz im Großen Preis von London-Olympia mit Libertina
- 2006: 1. Platz im Großen Preis der „Al Maktoum Memorial Challenge“ Dubai (CSI 5*) mit Quibell sowie im Masters der „Al Maktoum Memorial Challenge“ mit Libertina, 3. Platz im Großen Preis von Zürich (CSI 5*) mit Quibell, 2. Platz im Großen Preis von 's-Hertogenbosch (CSI 4*-W) mit Libertina, 1. Platz im Großen Preis (mit Libertina) und in der Weltcupprüfung (mit Quibell) in Göteborg, 2. Platz im Nordrhein-Westfalen-Preis beim CHIO Aachen (CSIO 5*) mit Quibell, 1. Platz im Großen Preis von Tschernjachowsk (CSI 4*) mit Quibell, 3. Platz im Großen Preis von Donaueschingen (CSI 3*) mit Quibell, 3. Platz im Großen Preis von Paris (CSI 5*) mit Libertina
- 2007: 1. Platz des „British Open Show Jumping Championship“ in Birmingham (CSI 4*) mit Galopin du Biolay, 2. Platz im Großen Preis von Cannes (CSI 5*, GCT-Wertungsprüfung), 1. Platz im Großen Preis von Monte Carlo (CSI 5*, GCT-Wertungsprüfung), 2. Platz in der Weltcupprüfung von Stuttgart (CSI 5*-W) mit Libertina, 2. Platz in der Weltcupprüfung von Genf (CSI 5*-W) mit Libertina, 1. Platz in der Weltcupprüfung von London-Olympia (CSI 5*-W) mit Libertina
- 2008: 1. Platz in der Weltcupprüfung von Leipzig (CSI 4*-W) mit Libertina, 1. Platz im Großen Preis von Göteborg im Rahmen des Weltcupfinales mit Quibell, 2. Platz im Großen Preis von La Coruña (CSI 4*) mit Libertina, 1. Platz im Großen Preis von Gijón (CSI 4*) mit Libertina, 1. Platz im Großen Preis von Dublin (CSIO 5*) mit Libertina
- 2009: 1. Platz in der Weltcupprüfung von Leipzig (CSI 5*-W) mit Libertina, 1. Platz in der Weltcupprüfung von Zürich (CSI 5*-W) mit Libertina, 2. Platz im Großen Preis von Humlikon mit Cosma, 1. Platz im Großen Preis von Barcelona (CSIO 4*) mit Cosma, 1. Platz im Großen Preis von Moorsele (CSI 4*) mit Myrtille Paulois, 2. Platz in der Weltcupprüfung von Mechelen (CSI 5*-W) mit Libertina
- 2010: 1. Platz in der Weltcupprüfung von Leipzig (CSI 5*-W) mit Libertina, 1. Platz in der Weltcupprüfung von Göteborg (CSI 5*-W) mit Libertina, 2. Platz in der Weltcupprüfung von 's-Hertogenbosch (CSI 5*-W) mit Libertina, 3. Platz im Großen Preis von Cannes (CSI 5*, GCT-Wertungsprüfung) mit Libertina, 2. Platz im Großen Preis von Monte Carlo (CSI 5*, GCT-Wertungsprüfung) mit Libertina, 2. Platz im Großen Preis von Neeroeteren (CSI 2*) mit Lektor, 2. Platz im Großen Preis von La Coruña (CSI 5*) mit Myrtille Paulois, 1. Platz in der Weltcupprüfung von Mechelen (CSI 5*-W) mit Myrtille Paulois
- 2011: 2. Platz im Großen Preis von Sainte Cécile (CSI 2*) mit Harley, 3. Platz im Großen Preis von Kiel (CSI 3*) mit Vincente
- 2012: 1. Platz im Großen Preis von Amsterdam (CSI 4*) mit Vincente, 1. Platz im Großen Preis eines CSI 3* in Ebreichsdorf mit Voss, 2. Platz im Großen Preis von Jardy (CSI 2*) mit Largo
- 2014: 2. Platz im Großen Preis eines CSI 2* in Ebreichsdorf mit Callisto, 1. Platz im Großen Preis von Odense (CSI 3*) mit Arezzo

(Stand: 15. Dezember 2014)

## Pferde (im Auswahl)

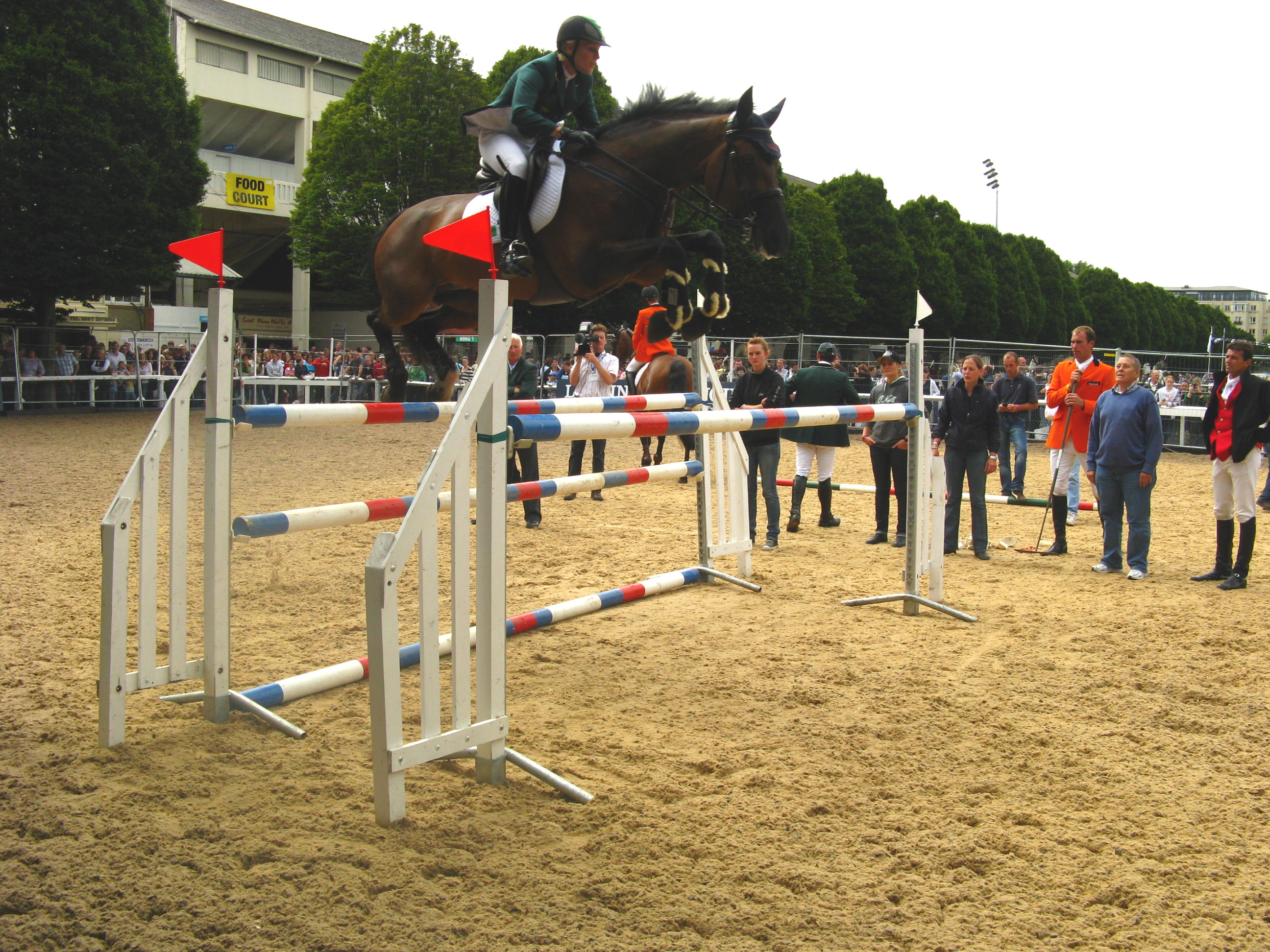
Jessica Kürten und Libertina überwinden einen Sprung

### Ehemalige Turnierpferde Kürtens
- Louis 162 (* 2000), brauner Oldenburger-Wallach, Vater: Lord Pezi, Muttervater: Ultraschall
- VDL Harley (* 2001, ursprünglicher Name: Ursel), brauner KWPN-Hengst, Vater: Heartbreaker, Muttervater: Carthago Z, bis September 2010 von Angelique Hoorn geritten[22]
- Vincente (* 2002), brauner KWPN-Wallach, Vater: Oklund, Muttervater: Ufarno, bis Frühjahr 2011 und wieder ab August 2013 von James Paterson-Robinson geritten[23]
- Cor dela Rossa Z (* 2004), brauner Zangersheider Sportpferde-Hengst, Vater: Cor d'Alme Z, Muttervater: Ahorn[24]
- Castle Forbes Cosma (* 2000, ursprünglich Cosma Shiva), fuchsfarbene Oldenburger Stute, Vater: Couleur-Rubin, Muttervater: Peter Pan[25]
- Castle Forbes Myrtille Paulois (* 2000), braune Selle Français Stute, Vater: Dollar du Murier, Muttervater: Grand Veneur, ab Sommer 2011 von Roger-Yves Bost geritten[26]
- Castle Forbes Libertina (* 1996), braune Westfalen-Stute, Vater: Achill-Libero H, Muttervater: Polydor[27]
- Quibell (* 1994), dunkelbraune dänische Warmblutstute, Vater: Quidam de Revel, Muttervater: Lagano[28], im August 2009 aus dem Sport verabschiedet[29]
- Evli Maike (* 1994, ehemals Castle Forbes Maike), braune KWPN-Stute, Vater: Achill-Libero H, Muttervater: Lucky Boy xx, seit 2008 von Noora und Mikael Forsten geritten[30]
- Bonita (* 1989), schimmelfarbene rheinische Warmblutstute, Vater: Bel Pare, Muttervater: Goldcup, wurde in die USA verkauft, wurde später vom Niederländer Emile Hendrix geritten
- Paavo N (* 1986), rheinischer Warmblutwallach, Vater: Polydor, Muttervater: Goldstern, im Dezember 2003 aus dem Sport verabschiedet
- Diamond’s Exchange (* 1983), irischer Sportpferdewallach, Vater: Diamond Serpent, Muttervater: Water Burn II

## Strafe wegen unerlaubter Medikation
Während der Europameisterschaft 2007 wurde bekannt, dass die A-Probe des von Jessica Kürten beim Nationenpreisturnier in La Baule eingesetzten Pferdes Maike auf die im Pferdesport weitgehend unbekannte Substanz Etoricoxib positiv getestet wurde. Da es sich um eine minder schwere Substanz handelte, hätte das Verfahren gegen 500 Franken Bußgeld und Rückzahlung des Preisgeldes eingestellt werden können. Da sie aber von ihrer Unschuld überzeugt war, lehnt sie dies ab. Anfang Oktober 2007 wurde sie darüber informiert, dass auch die B-Probe positiv sei. Im folgenden Verfahren wurde von Kürtens Anwalt die Einstellung des Verfahrens aufgrund von Verstößen gegen die Bestimmungen der WADA (der von ihr benannte Zeuge durfte nicht der eigentlichen Analyse der B-Probe beiwohnen) gefordert. Außerdem stellte sich heraus, dass das Doping-Labor ohne Wissen der Beklagten neben der (positiven) Urinprobe auch die Blutprobe analysiert hatte, diese Probe war jedoch negativ.
Die FEI wies jedoch alle Anträge Kürtens ab und verurteilte sie im Mai 2008 aufgrund einer unerlaubten Medikation der niedrigsten Stufe A zu einer Geldstrafe in Höhe von 1000 Schweizer Franken sowie einer zweimonatigen Startsperre. Nachdem der Internationale Sportgerichtshof (CAS) im Juni 2008 einen Aufschub der Strafe zunächst ablehnte, entschied er jedoch mit Entscheid vom 10. Juli 2008, die Sperre vorläufig bis zum Anhörungstermin aufzuheben. Mitte Dezember 2008 wurde der Einspruch durch den CAS endgültig abgewiesen, so dass noch eine Reststrafe von 21 Tagen blieb.
Zu dieser Zeit des Bekanntwerdens der positiven Proben befand sich Kürten im Clinch mit dem irischen Reiterverband. Bereits kurz zuvor hatte sie sich geweigert, ihr Pferd in die Nachbar-Stallbox der Pferde des irischen Reiters Cian O’Connor, der wegen Dopings seine Einzel-Goldmedaille der Olympischen Spiele 2004 verlor, zu stellen. Ein Jahr zuvor hatte sie es abgelehnt, mit O’Connor in einer Mannschaft zu starten. 2006 verzichtete sie daher auch auf einen Start bei den Weltreiterspielen in Aachen.